# 樋渡利秋
樋渡 利秋（ひわたり としあき 1945年8月4日 - ）は、第24代検事総長。TMI総合法律事務所顧問（第一東京弁護士会所属）。

## 人物
兵庫県出身。甲陽学院高等学校卒業し東大法学部に入学。第1類在学中に司法試験に合格。大学卒業後、司法修習を経て検事に任官し、日本赤軍によるダッカ日航機ハイジャック事件で主任検事を務める。また社会を震撼させた女子高生コンクリート詰め殺人事件では、第一審判決が事件内容を鑑みても軽すぎると控訴趣意書を提出し、控訴審を担当する。そしてバブル期真っ只中に起こり、政界・官界・報道機関を大きく揺るがすことになった戦後最大の汚職事件であるリクルート事件では文部省に流れた賄賂ルートの担当検事を務める。また2009年に司法制度改革の一環として始まった、司法制度改革審議会では事務局長を務め硬直化していた司法制度の改善に着手。「国民の為の司法改革。プロは好き嫌いを言ってはいけない」と検察内部組織では反対意見の根強かった、市民参加による広く開かれた裁判員制度の創設に導いた。
なお甲陽学院高等学校時代の同級生にはサントリー代表取締役会長の佐治信忠がいる。

## 略歴
- 1945年　8月4日生
- 1964年　甲陽学院高等学校卒業
- 1968年　東京大学法学部第1類（私法コース）卒業
- 1968年　司法修習生（22期）
- 1970年4月8日　東京地方検察庁検事任官
- 1971年3月25日　松山地方検察庁検事
- 1973年3月23日　東京地方検察庁検事
- 1975年3月24日　宇都宮地方検察庁検事
- 1978年3月24日　東京地方検察庁検事
- 1978年　外務大臣官房領事移住部（現領事局）
- 1980年　東京地方検察庁検事
- 1983年8月15日　札幌地方検察庁公安部長
- 1986年3月25日　東京地方検察庁検事
- 1992年4月3日　東京高等検察庁検事 兼 東京地方検察庁検事 兼 最高裁判所司法研修所教官
- 1995年4月5日　法務省大臣官房審議官（入国管理局担当）
- 1997年6月4日　最高検察庁検事
- 1997年7月7日　大分地方検察庁検事正
- 1999年6月25日　法務大臣官房総務審議官
- 1999年　内閣官房内閣審議官 兼 内閣司法制度改革審議会事務局長
- 2001年1月6日　法務省大臣官房付
- 2001年7月1日　内閣官房司法制度改革推進準備室長
- 2001年12月1日　最高検察庁総務部長
- 2002年8月1日　法務省刑事局長
- 2004年6月25日　法務事務次官
- 2006年6月30日　広島高等検察庁検事長
- 2006年12月18日　東京高等検察庁検事長
- 2008年7月1日　第24代検事総長
- 2010年6月17日　検事総長を退任、法務省を退職。8月の定年まで2か月足らずだった。
- 2010年9月     弁護士登録（第一東京弁護士会）、TMI総合法律事務所顧問 (現職)
- 2012年4月　  財団法人アジア刑政財団副理事長[5]
- 2012年6月 　 本田技研工業株式会社監査役、トーヨーカネツ株式会社監査役
- 2012年10月　 野村證券株式会社取締役　(現職)
- 2015年6月　  トーヨーカネツ取締役
- 2016年10月　鹿児島銀行監査役
- 2017年6月　  本田技研工業取締役
- 2019年4月 　 鹿児島銀行取締役　(現職)
- 2019年6月　  公益財団法人アジア刑政財団ACPF会長(代表理事)
- 2020年10月　 東京大学総長選考検証委員会委員
- 2024年4月 　 東京都個人情報保護審査会会長